# Joseph Lachaud de Loqueyssie
Joseph Lachaud de Loqueyssie (Montauban, 1º ottobre 1848 – Notre-Dame-de-Sanilhac, 17 febbraio 1896) è stato un politico francese.

## Biografia

### I primi anni
Joseph-Eugène-Albert de Lachaud de Loqueyssie nacque il 1º ottobre 1848 a Montauban, Tarn-et-Garonne. I suoi genitori erano Pierre Jules Lachaud de Loqueyssie (1815–1883) e Rose Françoise Prax. Intrapresa la carriera militare, divenne capitano della garde mobile delle Basses-Alpes durante la guerra franco-prussiana ed il 26 novembre 1870 venne ferito durante l'attacco a Digione.
Il 2 giugno 1872 a Granges-d'Ans sposò Jeanne Johnston (1849–1921), nipote di Georges Johnston, dal quale ereditò il castello di Redon a Granges-d'Ans ed il castello di Pouzelande a Notre-Dame-de-Sanilhac, oltre alla direzione dei giornali Pays e Constitutionnel.

### La carriera politica
Lachaud de Loqueyssie aveva una visione politica bonapartista.
Nelle elezioni del 23 aprile 1876 suo zio, Adrien Joseph Prax-Paris, era divenuto deputato per Montauban e lo incoraggiò a intraprendere la medesima carriera nelle file dei conservatori. Dopo la crisi del 16 maggio 1877 riuscì ad essere eletto alla camera ed aderì al movimento politico dell'Appel au peuple. Cercò di essere rieletto alle elezioni del 21 agosto 1881 ma venne sconfitto dal suo avversario, il repubblicano Léon Pagès, con 5 853 voti contro 5 680. Decise quindi di ritirarsi dal mondo della politica.
Morì il 17 febbraio 1896 all'età di 47 anni a Notre-Dame-de-Sanilhac, Dordogne.